# Glod
Glod (nórdico antigo: Glöð que significa "brasas brilhantes") é uma lendária rainha dos jotuns (gigantes) que aparece na saga nórdica Þorsteins saga Víkingssonar. Filha de Grímr de Grímsgarðr em Jötunheim e esposa de Logi, com quem teve duas filhas muito bonitas, Eisa e Eimyrja.